# Sardonyks
Sardonyks (sardonik) – gemmologiczna, wielobarwna, przeświecająca odmiana agatu; odznacza się występowaniem naprzemianległych, płaskich, biało-brunatnoczerwonych pasów (wstęg) o różnej grubości.
Nazwa pochodzi od miasta Sardis w Azji Mniejszej, gdzie został znaleziony (gr. sardios = kamień z Sardis i gr. onyx = paznokieć (pazur, racica) – i nawiązuje do wyglądu, twardości i ostrych krawędzi odłupanych kawałków tego minerału.

## Charakterystyka

### Właściwości
Od onyksu różni się tylko kolorem pasów, które w przypadku onyksu są czarne. Brązowe zabarwienie pasów sardonyksu spowodowane jest wrostkami związków żelaza – przede wszystkim limonitu.

### Występowanie
Miejsca występowania:
- Na świecie: Brazylia – Rio Grande do Sul, Minas Gerais, Urugwaj, Indie, Rosja – Ural, Zabajkale, Cejlon – Ratnapura, Egipt, Turcja.

- W Polsce: bywa spotykany na Dolnym Śląsku – Szklary, Ząbkowice Śląskie obok sardu i karneolu.

### Zastosowanie
- atrakcyjny kamień kolekcjonerski i ozdobny,
- wykonuje się z niego miniaturowe rzeźby, intaglia, szlifuje w formie paciorków,
- wykonuje się z niego kamee, pieczątki (szczególnie popularne wśród starożytnych Greków i Rzymian),
- wykorzystywany do wyrobu drobnych przedmiotów ozdobnych i biżuterii; najczęściej oprawiany w srebro.